# 闍里帖木兒
阇里帖木儿，元朝将军，札剌儿氏。
阇里帖木儿嗣千户。授武德将军、河南淮北蒙古军都万户。后来加万户，阶至宣武将军。两都之战，他在元文宗一方。致和元年（1328年）秋八月，奉西安王阿剌忒纳失里之命，守河中，九月，击败陕西军，生擒九十八人。天历元年（1328年）十一月，又在南阳击败陕西军，以功赐三珠虎符。

## 家世
- 曾祖父：别出古，蒙古军千户，灭金伐宋有功。
  - 祖父：札剌儿台，别出古死后，留北边，孛罗台死后，朝廷命札剌儿台袭，赐金符，为相副万户，兼本所千户，参与围襄阳，在军中去世。
    - 伯父：帖木儿，札剌儿台去世时，帖木儿年幼，其母孛鲁罕以所受虎符纳之官。他长大后，赐虎符，袭父职，跟随伯颜平宋有功。至元十四年（1275年），进明威将军，征广东，因病去世，无子。
    - 父亲：哈八儿，帖木儿死后，嗣千户，改戍广州。皇庆元年（1312年）去世。
      - 兄：那海，嗣千户，无子，阇里帖木儿袭职。
- 叔曾祖父：孛罗台，别出古死后，袭职[1]。